# لقاح التهاب الكبد الفيروسي ب
لقاح التهاب الكبد الفيروسي ب هو لقاح يضمن الوقاية من عدوى التهاب الكبد الفيروسي ب. واللقاح يحتوي على واحد من البروتينات المغلفة للفيروس، وهو المستضد الموجود على السطح الخارجي لفيروس بي (HBsAg). وهي مصنعة بواسطة خلايا فطر الخميرة، المدرج بداخلها الشفرة الوراثية لل HBsAg. مقرر مكون من (3) جرعات، الثانية تؤخذ بعد شهر واحد على الأقل من الجرعة الأولى والثالثة تؤخذ بعد الجرعة الأولى بستة أشهر. بعد ذلك ينشئ جهاز المناعة أجسام مضادة ل HBsAg في الدم. وتعرف الأجسام المضادة ل HBsAg ب anti-HBsAg هذه الأجسام المضادة وذاكرة جهاز المناعة يوفر الحصانة ضد العدوى بالتهاب الكبد الفيروسي ب. وأول لقاح أصبح متاح في عام 1981.
وهناك مجموعة من اللقاحات المتوفرة في السوق. في الوقت الحاضر لقاحات مصنعة بواسطة تكنولوجيا الهندسة الوراثية متوفرة، وهو ما يعني أنها تنتج عن طريق إدخال الوحدة الوراثية لالتهاب الكبد الفيروسي البائي في الخميرة المعروفة حيث يتم زرعها، وتجميعها، وتنقيتها. لا يمكن أن تحدث عدوى التهاب الكبد الفيروسي بي نتيجة أخذ اللقاح.العلامات التجارية العروفة والمتاحة هي  Engerix-B (GSK), Elovac B (Human Biologicals Institute, A division of Indian Immunologicals Limited), Genevac B (Serum Institute),
Shanvac B الخ.
كل هذه التطعيمات تؤخذ في العضل.

## اختراعه
بدأ اختراع اللقاح عندما أدرك (عالم الفيروسات الفريد برنس في عام 1968) أن مستضد أستراليا كان جزءًا من الفيروس المسبب لالتهاب الكبد. موريس هيلمان في شركة ميرك قام باستخدام ثلاثة علاجات (الببسين، اليوريا (البولينا) والفورمالدهايد) من مصل الدم مع ترشيح دقيق لاستخراج منتج يمكن استخدامه كلقاح آمن. وكان سابقا مرخص من قبل إدارة الغذاء والدواء (FDA) في عام 1981. لم يكن ناجحًا جدًا في الأسواق لأن الأطباء يعرفون أنه منتج مصنوع من مصل الدم البشري. وتم سحبها من السوق عندما نجح مساعدين هيلمان في عام 1986 في صنع المستضد في الخميرة. وهذا هو اللقاح المستخدم حتى اليوم.

## الفئات التي تنصح بأخذ اللقاح
الأطفال الذين يولدون لأمهات مع مصابين بالتهاب الكبد البائي النشط يوصى بتلقي اللقاح للحد من مخاطر انتقال عدوى الفيروس الكبدي بي من الأم إلى الطفل. في أقرب وقت ممكن وخلال 48 ساعة من الولادة، يتم تطعيم المواليد الجدد بلقاح التهاب الكبد الفيروسي بي بالمستضد الموجود على غلاف الفيروس(HBsAg)، وحقن من الأجسام المضادة لالتهاب الكبد الفيروسي بي (HBIG).
وكثير من البلدان الآن بشكل روتيني تقوم بتحصين الرضع ضد التهاب الكبد البائي في البلدان التي ترتفع فيها معدلات الإصابة بفيروس التهاب الكبد البائي، والتطعيم للمواليد الجدد لم يقلل فقط من خطر العدوى، لكنه أدى أيضا إلى انخفاض ملحوظ في سرطان الكبد. وكان هذا قد ذكر في تايوان حيث تم تنفيذ برنامج التطعيم ضد التهاب الكبد باء على الصعيد الوطني في عام 1984 حيث كان هناك ارتباطا مع انخفاض في معدل حدوث سرطان الكبد في مرحلة الطفولة.
في كثير من المجالات التطعيم ضد التهاب الكبد البائي مطلوب أيضا لجميع مسؤولي الرعاية الصحية والعاملين في معامل التحاليل. بعض الوحدات السكنية داخل الحرم الجامعي كلية تتطلب الآن شهادة تدل على التطعيم كشرط مسبق.
ذهب زوجان أستراليا في آب / أغسطس 2008 للمحاكمة بعدما قامت محكمة نيو ساوث ويلز العلياأمرا بإجبارهم على تحصين الأطفال حديثي الولادة ضد هذا المرض. أخرجت إدارة الخدمات الاجتماعية أمرا، على اعتبار ما يقول الأطباء أن الطفل لالبالغ من العمر خمسة أيام من العمر معرض لخطر كبير للإصابة بهذا المرض لان والدته حاملة للمرض. ويعتقد الآباء (انظر الجدل حول اللقاحات) أن الألومنيوم الموجود في لقاح سيسبب المزيد من الضرر للطفل أكثر من المرض نفسه.

## الاستجابة للتطعيم
بعد المقرر الأول المكون من 3 جرعات من اللقاح، يتم عمل تحليل دم بعد فترة تتراوح من 1-4 أشهر من أخر جرعة لتحديد ما إذا كانت هناك استجابة كافية، وهو يعرف بأنه ، المستضدات السطحية المضادة التهاب الكبد باء ويجب أن يكون مستوى الأجسام المضادة فوق 100 ملي من الوحدة الدولية / مليلتر.
```
هذه الاستجابة تحدث في حوالي 85-90% من الأفراد.
```

مستوى الأجسام المضادة ما بين 10 و 100 ملي من الوحدة الدولية/ مل يعتبر استجابة ضعيفة، وهؤلاء الناس يجب أن يحصلوا على جرعة معززة واحدة في هذا الوقت، ولكن لا تحتاج إلى مزيد من إعادة الاختبار.
وينبغي اختبار الناس الذين يفشلون في الاستجابة (مستوى الأجسام المضادة تقل عن 10 ملي من الوحدة الدولية/ مل) لاستبعاد أي عدوى التهاب الكبد باء حالية أو سابقة، ويجب تكرار المقرر من 3 جرعات من اللقاح، تليها إعادة الاختبار من 1-4 أشهر بعد المقرر الثاني. الذين ما زالوا لا تستجيبوا للمقرر الثاني من التطعيم ويمكن أن يستجيبوا لجرعة عالية من اللقاح أو لحقن اللقاح داخل الجلد. هؤلاء الذين لا يزالون غير مستجيبين يتم اعطائهم أجسام مضادة ضد الفيروس الكبدي بي (HBIG) في وقت لاحق إذا ما تعرضوا للفيروس التهاب الكبد البائي.
الاستجابة الضعيفة غالبا ترتبط في معظمها مع سن ما فوق 40 سنة، والسمنة والتدخين، وكذلك في الذين يشربون المشروبات الكحولية، وخاصة إذا مع مرض الكبد المتفشي. المرضى الذين يعانون من نقص المناعة أو معتمدين على الغسيل الكلوي قد تكون الاستجابة أقل وتتطلب المزيد من جرعات متكررة أو جرعة أكبر من اللقاح. يوجد دراسة واحدة على الأقل تشير إلى أن التطعيم لالتهاب الكبد باء أقل فعالية في المرضى الذين يعانون من فيروس HIV نقص المناعة البشرية.

## مدة الحماية
على الرغم من أن في البداية كان يعتقد أن لقاح التهاب الكبد باء لا توفر الحماية لأجل غير مسمى، ولكن هذا لا يعتبر أمرا بالغ الأهمية الآن. وكانت تقارير سابقة قد اشارت إلى ان التطعيم الفعال لتوفير غطاء بين خمس وسبع سنوات، ولكن في وقت لاحق أنه تم تقدير هذا المدى الطويل للحصانة مستمد من الذاكرة المناعية التي تدوم وتعوض فقدان الأجسام المضادة وبالتالي إعطاء جرعات معززة أو اختبارها لم يعد مطلوبا في الأشخاص ذوي المناعة الجيدة الذين تلقوا التطعيم. وبالتالي مع مرور الوقت وبعد التجربة، أظهرت حماية قد لا تقل عن 25 سنة في أولئك الذين أظهر استجابة أولية كافية للمقرر الأول من التطعيمات، والمبادئ التوجيهية في المملكة المتحدة تشير الآن إلى أن الذين أظهروا استجابة أولية ويحتاجون إلى حماية مستمرة، مثل العاملين بالرعاية الصحية، يحتاجون فقط لجرعة واحدة معززة في 5 سنوات.

## الأمان
العديد من الدراسات بحثت عن علاقة وثيقة بين لقاح الفيروس الكيد بي المصنع بتكنولوجيا الهندسة الوراثية، والتصلب المتعدد (MS) في البالغين. معظم الدراسات العلمية المنشرة لا تؤيد وجود علاقة سببية بين التطعيم ضد التهاب الكبد البائي والأمراض المزيلة للأغطية الدهنية المغلفة للاعصاب مثل التصلب المتعدد. دراسة في عام 2004 ذكرت زيادة كبيرة في ارتفاع نسبة الخطر في غضون 3 سنوات من التطعيم. وانتقدت بعض هذه الدراسات للمشكلات المنهجية. خلق هذا الجدل العام شكوك حول التطعيم بالتهاب الكبد باء. ولذلك تطعيم الأطفال ظل منخفضا في العديد من البلدان. دراسة لعام 2007 وجدت أن التطعيم لا يبدو أنه يزيد من خطر الإصابة الأولى من مرض التصلب العصبي المتعدد في مرحلة الطفولة.
في عام 2009 أجريت دراسة تربط بين اللقاح ضد الفيروس الكبدي بي وخطر الإصابة بالتهابات الجهاز العصبي المركزي وقد وجد أن لقاح التهاب الكبد البائي آمن بشكل عام، لكن يبدو أن اللقاح Engerix -B أدى إلى ثلاثة أضعاف مخاطر التهابات الجهاز العصبي المركزي في الرضع الذكور. ينبغي أن أشير إلى أن اللقاح Engerix-B الوارد، يحتوي على ثيومرسال، حيث أن اللقاحات التي تحتوي على الزئبق كمادة حافظة يتم التخلص منها بناء على طلب من دائرة الصحة العامة في الولايات المتحدة.